# Bjørnar Valstad
Bjørnar Valstad, född 27 april 1967, är en av världens genom tiderna mest framgångsrika orienterare. Efter VM 2004 i Västerås, då Valstad tog guld både på långdistans och stafett har han varvat ner på en lägre nivå.

## Utmärkelser
- Har tilldelats Hans Majestet Kongens Pokal tre gånger.